# Dokkum
Dokkum è il capoluogo del comune di Noardeast-Fryslân nel nord dei Paesi Bassi, nella provincia di Frisia. La città ha 12 576 abitanti (al 2016). La sua popolarità è data dal fatto che nel 754 vi fu giustiziato san Bonifacio insieme a 52 confratelli benedettini che stavano evangelizzando la regione. Fu anche la prima base missionaria sul continente per san Villeado (772).